# Contea di Lewis (Tennessee)
La contea di Lewis in inglese Lewis County è una contea dello Stato del Tennessee, negli Stati Uniti. La popolazione al censimento del 2000 era di 11 367 abitanti. Il capoluogo di contea è Hohenwald.